# جیمز مارش (شیمیدان)
جیمز مارش (انگلیسی: James Marsh؛ ۲ سپتامبر ۱۷۹۴ – ۲۱ ژوئن ۱۸۴۶) یک شیمی‌دان اهل بریتانیا بود. 